# Schlieperblock
Schlieperblock (нем. Schlieperblock) — жилой район в городе Изерлон, построенный в три этапа, начиная с 1928 года; часть чрезвычайного городского проекта по обеспечению жильём безработных. Оказал влияние на развитие стиля «Новое строительство»; является памятником архитектуры города.

## История и описание
Архитектором жилого района Schlieperblock являлся Теодор Хеннеман (род. 1901, Дармштадт) — он работал в строительном отделе города Изерлон. Район, первоначально являвшийся частью чрезвычайного городского проекта по обеспечению жильём безработных, был построен в три этапа: первый продолжался с 1928 по 1930 год, второй — с 1930 по 1932 год, а третий проходил в 1936 году. В период с 1950 по 1952 год квартал был расширение магазином с жилыми помещениями и пристройкой в конце ряда домов.
Около 1941 года муниципальные квартиры района стали собственностью «Iserlohner Gemeinnützige Wohnungsgesellschaft» (IGW). В связи с тем, что жильё изначально было социальным, репутация района была низкой — это не изменилось и в последующие годы. В связи с постоянным негативным воздействием «квартала Шлипер» на окружающие его территории, IGW в 2010 году потребовал его сноса; но ряд жителей города выступили за сохранение района как памятника — исследователи согласились, что архитектура квартала оказала влияние на развитие стиля «Новое строительство» (Neues Bauen). В итоге, 4 августа 2011 года Schlieperblock был внесён в список памятников архитектуры города Изерлон (под номером 230). В апреле 2016 года IGW получила разрешение на капитальный ремонт ансамбля и сноса зданий, не включенных в список.